# Nordin Amrabat
Nordin Amrabat (ur. 31 marca 1987 w Naarden) – marokański piłkarz występujący na pozycji napastnika w greckim klubie AEK Ateny.

## Kariera klubowa
Amrabat jako junior grał w klubach HSV Zuidvogels, AFC Ajax oraz SV Huizen. W 2002 roku trafił do klubu FC Omniworld grającego w Eerste Divisie. W tych rozgrywkach zadebiutował 11 sierpnia 2006 w przegranym 0:3 meczu z FC Dordrecht. 25 sierpnia 2006 w wygranym 5:3 ligowym spotkaniu z FC Emmen strzelił pierwszego gola w trakcie gry w zawodowej karierze. W sezonie 2006/2007 rozegrał 36 ligowych spotkań i zdobył 14 bramek, a jego klub zajął 16. miejsce w klasyfikacji końcowej Eerste Divisie.
W lipcu 2007 roku przeszedł do pierwszoligowego VVV Venlo. W Eredivisie zadebiutował 18 sierpnia 2007 w przegranym 0:4 pojedynku z AZ Alkmaar. Pierwszą bramkę w Eredivisie zdobył 25 sierpnia 2007 w wygranym 3:1 meczu z Excelsiorem Rotterdam. W sezonie 2007/2008 zagrał w 33 ligowych meczach i strzelił w nich 10 goli. Natomiast VVV uplasował się na 17. pozycji w Eredivisie i po przegranych barażach spadło do Eerste Divisie. Wówczas Amrabat odszedł z klubu.
Za 2,3 miliona euro trafił do pierwszoligowego PSV Eindhoven. Pierwszy ligowy mecz w jego barwach zaliczył 30 sierpnia 2008 przeciwko FC Utrecht (5:1). W tamtym spotkaniu strzelił także bramkę. W PSV od czasu debiutu jest podstawowym graczem. W sezonie 2008/2009 zanotował tam 25 ligowych pojedynków i zdobył w nich 5 goli. Natomiast w lidze zajął z klubem 4. miejsce.
W 2011 roku przeszedł do Kayserisporu, a w 2012 do Galatasaray SK.
Grał w latach 2014–2016 w Maladze, będąc tam wypożyczony na dwa lata, po czym nastąpił jego transfer definitywny za 3 i pół miliona euro.
W 2016 roku przeszedł do Watford, w którym grał przez jeden sezon.
30 czerwca 2017 roku został wypożyczony do CD Leganés.
W 2019 roku przeszedł do Al-Nassr.
W 2021 roku postanowił zasilić szeregi AEK Ateny.

## Kariera reprezentacyjna
Amrabat jest byłym reprezentantem Holandii U-21. Od 2009 roku był także powoływany do kadry Holandii B. W 2011 roku zadebiutował w reprezentacji Maroka.